# Супер Кубок (Індія) з футболу 2023
Супер Кубок 2023 — (також відомий як Hero Super Cup), 3-й розіграш кубкового футбольного турніру в Індії, що утворився на заміну Кубку Федерації. У турнірі змагались 23 найкращих команд з І-Ліги та Індійської Суперліги. Титул володаря кубка вперше здобув Одіша.

## Календар
| Раунд                        | Дата              | Матчі | Клуби   |
| ---------------------------- | ----------------- | ----- | ------- |
| Перший кваліфікаційний раунд | 3 квітня 2023     | 1     | 21 → 20 |
| Другий кваліфікаційний раунд | 5-6 квітня 2023   | 4     | 20 → 16 |
| Груповий раунд               | 8-19 квітня 2023  | 24    | 16 → 4  |
| 1/2 фіналу                   | 21-22 квітня 2023 | 2     | 4 → 2   |
| Фінал                        | 25 квітня 2023    | 1     | 2 → 1   |

## 1/2 фіналу
| Команда 1      | Рахунок | Команда 2        |
| -------------- | ------- | ---------------- |
| 21 квітня 2023 |         |                  |
| Бенгалуру      | 2:0     | Джамшедпур       |
| 22 квітня 2023 |         |                  |
| Одіша          | 3:1     | Норт-Іст Юнайтед |

## Фінал
| 25 квітня 2023 16:30 (EEST) |

| Бенгалуру        | 1:2      | Одіша             |
| ---------------- | -------- | ----------------- |
| Четрі 85' (пен.) | Протокол | Маурісіо 23', 38' |

| Стадіон «EMS», Кожикоде Глядачів: 6 952 Арбітр: Рахул Кумар Гупта |